# Scurrula atropurpurea
Scurrula atropurpurea là một loài thực vật có hoa trong họ Loranthaceae. Loài này được (Blume) Danser miêu tả khoa học đầu tiên năm 1929.